# Monynut Water
Das Monynut Water ist ein Fluss in den schottischen Council Areas East Lothian und Scottish Borders.

## Lauf
Das Monynut Water entspringt am Südhang des 398 Meter hohen Bransly Hill in den östlichen Lammermuir Hills auf einer Höhe von etwa 385 Metern in East Lothian. Es fließt in vornehmlich südöstlicher Richtung ab und mündet nach zwölf Kilometern gegenüber dem Weiler Abbey St Bathans in das Whiteadder Water, das über den Tweed in die Nordsee entwässert.
Rund einen Kilometer unterhalb der Quelle markiert das Monynut Water über eine Strecke von etwa 5,5 Kilometern die Grenze zwischen den benachbarten Council Areas East Lothian und Scottish Borders, um dann bis zur Mündung ausschließlich in den Scottish Borders zu verlaufen. Auf dieser Höhe passiert der Fluss den Hügelkamm Monynut Ridge, der eine Wasserscheide bildet, an dessen Westflanke. Auf diesem Stück durchfließt es auch die Crystal Rig Wind Farm.

## Umgebung
Durch eine dünn besiedelte Region der Southern Uplands verlaufend, passiert das Monynut Water keine Ortschaften. Lediglich verschiedene einzelne Gehöfte sind entlang seines Laufs zu finden. Ein kurzes Stück vor der Mündung befinden sich die Reste des Hillforts Shannabank Hill Fort oberhalb des linken Ufers. Ein kurzes Stück zuvor steht das denkmalgeschützte Herrenhaus Abbey St Bathans House am linken Ufer.